# رونالد أونغر
رونالد أونغر (30 أبريل 1968 - ) هو لاعب كرة قدم نمساوي في مركز حراسة المرمى. لعب مع نادي كارنتين.

## وصلات خارجية
- رونالد أونغر على موقع قاعدة بيانات كرة القدم.إي يو (الإنجليزية)
- رونالد أونغر على موقع عالم كرة القدم.نت (الإنجليزية)